# 吉隆龙胆
吉隆龙胆（学名：Gentiana gyirongensis）是龙胆科龙胆属的植物，是中国的特有植物。分布在中国大陆的西藏等地，生长于海拔4,500米的地区，一般生长在阴坡灌丛中，目前尚未由人工引种栽培。